# Mahmut Baran
Mahmut Baran, född 1 mars 1959 i Kuşça, Turkiet, är en svensk jurist. Sedan 2014 är han justitieråd i Högsta förvaltningsdomstolen.

## Biografi
Mahmut Baran, som har kurdiskt ursprung, lämnade Turkiet 1978 och kom till Köpenhamn. Flera av Barans syskon hade redan arbetskraftsinvandrat till Danmark. På grund av den restriktiva synen på invandrare som han upplevde i Danmark och ambitioner att studera vidare valde han att lämna Danmark och kom till Sverige samma år. Baran var endast 19 år gammal när han anlände till Sverige som ensamkommande flykting. Fram till 1984 var han även politiskt aktiv i Sverige.

## Utbildning & sysselsättning
Baran avlade ekonomexamen vid Stockholms universitet 1988 och blev deklarationsgranskare i Skatteverket, där han var deltids anställd på grund av fortsatta studier inom juridik. Han var bland annat verksam inom skattekonsult och expert vid Skatteverket under åren 1988–2001. Baran avlade juris kandidatexamen vid Stockholms universitet 2001. Efter examen blev han verksam 2001–2006 på Linklaters Advokatbyrå. Han blev ledamot av Sveriges advokatsamfund 2006. Innan Baran rekryterades till Högsta förvaltningsdomstolen var han verksam på advokatbyrån Bird & Bird 2006–2014 och delägare 2008. 
Den 15 maj 2014 utnämnde regeringen Mahmut Baran till justitieråd i Högsta förvaltningsdomstolen och tillträdde tjänsten 15 oktober 2014. Mahmut Baran blev därmed den första personen med utländsk bakgrund som sitter i Högsta förvaltningsdomstolen i Sverige bland de övriga 15 domstolsledamöterna.
Under perioden 6 september 2021 – 4 september 2023 var Baran ledamot i Lagrådet (ordförande på avdelning 2).
Tidigare har Baran varit advokat till finansmannen Tomas Fischer. 
Mahmut Baran är bosatt på Södermalm i Stockholm.